# Фабриківка
Фабриківка — колишнє село в Україні Поліського району Київської області, яке було виселено через радіоактивне забруднення після аварії на ЧАЕС.
Розташоване в Поліському районі Київської області. До 1920-х рр. було східною частиною села Стеблі.
Напередодні аварії на ЧАЕС село підпорядковувалося Луговицькій сільській раді Поліського району. Населення 1981 року становило бл. 190 осіб. У 1989 році населення становило вже 114 осіб.
Внаслідок сильного радіаційного забруднення усіх мешканців було відселено у 1992 році до села Пришивальня.
Офіційно виключене зі списку населених пунктів Київською обласною радою 12 травня 1999 року через відсутність населення. 
Після Чорнобильської катастрофи село увійшло до 30-кілометрової зони відчуження.
З лютого по квітень 2022 року село було окуповане російськими військами внаслідок вторгнення 2022 року.